# Jaime z Portugalii

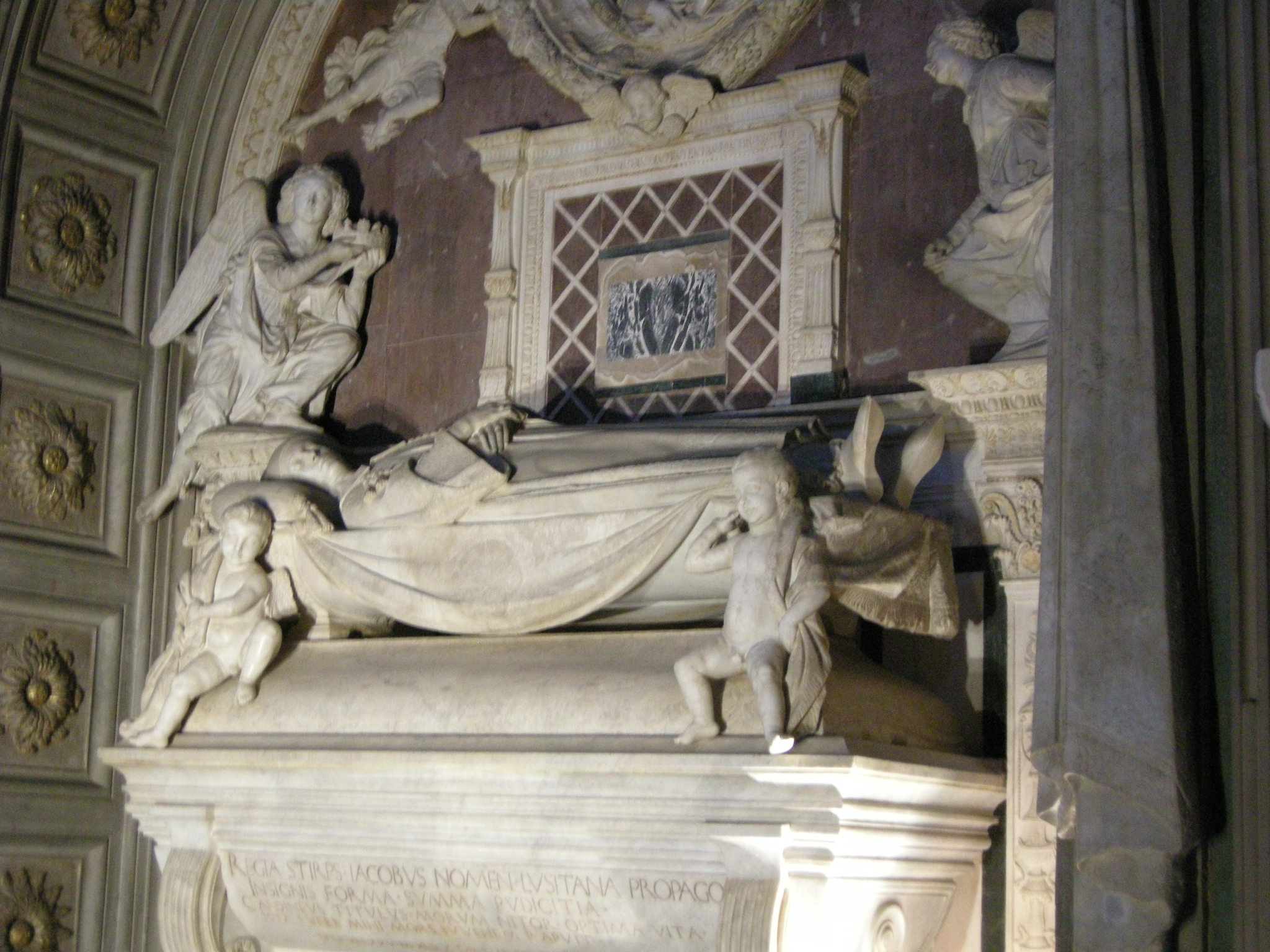
Grobowiec kardynała Jaime wykonany przez Antoniego del Rossellino

Jaime z Portugalii (ur. 17 września 1433 – zm. 27 sierpnia 1459 we Florencji) – portugalski kardynał.

## Życiorys
Bratanek króla Alfonsa V, Infant królestwa Portugalii. Wychowywał się na dworze książąt Burgundii, przeznaczono go do stanu duchownego. W marcu 1453 mianowano go administratorem apostolskim diecezji Arras, ale już miesiąc później otrzymał nominację na arcybiskupa Lizbony, z zastrzeżeniem, że sakrę biskupią uzyska dopiero po osiągnięciu 27 lat. We wrześniu 1456 papież Kalikst III mianował go kardynałem diakonem Sant'Eustachio, a w czerwcu 1457 administratorem diecezji Pafos na Cyprze. Od grudnia 1456 przebywał w Rzymie. Uczestniczył w konklawe 1458. Głosował wówczas na kardynała Piccolomini, który został wybrany jako papież Pius II. Krótko po tym konklawe został wysłany z misją dyplomatyczną do cesarza Fryderyka III. W trakcie podróży do Niemiec niespełna 26-letni kardynał ciężko zachorował i zmarł. Pochowano go we florenckim kościele San Miniato al Monte.